# Макрушин, Сергей Анатольевич
Сергей Анатольевич Макрушин (26 июля 1975, Ровеньки) — украинский спортсмен-пауэрлифтер. Мастер спорта Украины международного класса (1995).

## Биография
В 1998 году окончил Луганский педагогический университет. Серебряный (Вршац, Сербия, 2004) и бронзовый (Львов, Украина, 2003) призер чемпионата Европы по жиму лёжа.
Серебряный призёр чемпионата Европы (Сыктывкар, РФ, 2001), бронзовый призёр чемпионата мира (Акита, Япония, 2000) по пауэрлифтингу.
Призёр чемпионатов мира (Дьёр, Венгрия, 1998, второе место) и Европы (Черкассы, Украина, 1995; Прага, Чехия, 1996; Владимир, РФ, 1998; все — третье место; Пултуск, Польша , 1997, второе место) среди юниоров по пауэрлифтингу.
Многократный чемпион Украины.
Выступал за спортивные общества «Украина» и «Спартак» (2004—2005) в весовых категориях 100, 105 и 110 кг. Тренер — Б. Г. Тагильцев.
Работал старшим тренером фитнес-клуба «UltraViolet» (Луганск, 2007—2013).
С 2014 живет в США, где работает тренером